# Воля (Волынская область)
Воля (укр. Воля) — село в Ковельской городской общине Ковельского района Волынской области Украины.

## История
До Второй мировой войны евреи составляли более 90 % населения села. Поляков и украинцев проживало около 20 семей.
После начала Великой Отечественной войны 27 июня 1941 местечко Несухоеже было оккупировано наступавшими немецкими войсками, в дальнейшем здесь был размещён немецко-полицейский гарнизон, обеспечивавший прикрытие подступов к городу Ковель и к проходившей неподалёку железной дороге (к началу февраля 1944 года гарнизон состоял из пехотной роты, кроме того, в местечке насчитывалось около взвода вспомогательной полиции).
В августе 1942 года местное еврейское население было в основном уничтожено, во время Волынской резни поляки бежали из села в страхе перед убийством.
В ночь с 22 на 23 февраля 1944 года 5-й, 7-й и 9-й батальоны Черниговско-Волынского партизанского соединения А. Ф. Фёдорова с двумя 45-мм противотанковыми орудиями, скрытно переправившись через реку Турью, одновременной атакой с юга и запада разгромили гарнизон, только часть которого сумела прорваться на юго-запад и уйти в Ковель, командир гарнизона штурмбаннфюрер СС Гельмут Керхель был взят в плен. Предпринятая немецким командованием контратака была отбита. В дальнейшем, часть сил соединения свыше суток продолжала удерживать Несухоеже, отбив несколько немецких атак.
Население по переписи 2001 года составляло 322 человека.